# 林国仁墓
林国仁墓，俗称郡马墓，是位于中国福建省宁德市蕉城区飞鸾镇下苏村的一个宋代古墓葬，宁德市（县级）人民政府于1992年12月将其公布为第二批县级文物保护单位。
林国仁墓占地面积约200平方米，坐东向西，墓丘是由石构建的，平面呈风字形，后护墙上有一通高0.55米、宽0.25米的碑刻，根据碑刻字样来看，墓主林国仁是宋朝时期的尚书。